# Two of a Kind (film 1914)
Two of a Kind è un cortometraggio muto del 1914 diretto da Hay Plumb.

## Trama
Un giovanotto si spaccia per milionario per conquistare la figlia di un vicario.

## Produzione
Il film fu prodotto dalla Hepworth.

## Distribuzione
Distribuito dalla Hepworth, il film - un cortometraggio di 343 metri - uscì nelle sale cinematografiche britanniche nel maggio 1914.
Fu distrutto nel 1924 dallo stesso produttore, Cecil M. Hepworth. Fallito, in gravissime difficoltà finanziarie, Hepworth pensò in questo modo di poter almeno recuperare il nitrato d'argento della pellicola.